# Хмільна (Черкаський район)
Хмільна́ — село в Україні, у Черкаському районі Черкаської області, підпорядковане Канівській міській громаді. Населення становить 433 осіб.

## Хмільна
Хмільна — село розташоване за 12 км від центру громади — м. Канева. Площа населеного пункту становить 266 га.
Значна частина села розташована у Великому Хмільнянському яру — найбільшому в Європі. Він має довжину приблизно 18 км, понад 500 відгалужень, а периметр його з верхів'ями становить 110 км.
Хоча яри є лихом для всієї Канівщини, великим Хмільнянський яр став великим лише у ХІХ ст.. До середини століття гори навколо Канева були вкриті лісом і це зберігало схили від розмиву. Але розвиток на Канівщині цукроварної промисловості, особливо після реформи 1861 р., вимагав великої кількості лісу на дрова. Почалося вирубування лісів і, як наслідок, швидке зростання яру. Вперше спроба зупинити зростання Великого Хмільнянського яру була зроблена 1903 р. мешканцями Хмільни, які висадили на схилах яру тисячі саджанців дерев. Існує думка, що меліоративні роботи у Великому Хмільнінському яру частково фінансувалися славетним норвезьким полярником Ф.Нансеном, але документів стосовно цього факту не виявлено. Проте збереглися документи про виділення Канівським земством коштів у 1912—1914 рр. на будівництво водозбірників. На сьогодні Великий Хмільнянський яр вважається найбільшим у Європі.

## Відомі люди
- Ульяницький Олег Миколайович (1968—2014) — солдат резерву МВС України, учасник російсько-української війни.
- Цибулько Володимир Миколайович (1964) — поет, народний депутат України 4 скликання, секретар Національної Спілки письменників України
- Хоменко Нечипір Данилович — рядовий 168-го піхотного Миргородського полку. Загинув: 05.12.1914 році, місто Кошице (друге за розміром місто Словаччини). Місце народження: Київська губ., Канівський повіт, Межиріцька вол., селище Хмільна. Нагороджений: Георгієвським крестом 4-ї ступені (За хоробрість, № 59520 який зазначений в Капітулі російських імператорських і царських орденів)

## Походження назви села
Назва «Хмільна» згадується в документах з XVIII ст. Село починається з долини між двома пагорбами неподалік від гирла яру. Назва села Хмільна зустрічається в історичних джерелах з XVIII ст. Проте територія села була заселена набагато раніше. Археологам в околиці Хмільни відомі поселення часів трипільської культури, зарубинецьких часів, скіфо-сарматські пам'ятки, поселення часів Київської Русі. У часи Руїни ці землі були знелюднені, але у XVIII ст. тут заснували нове село група переселенців, які шукали вільних земель для поселення. Вони назвали село Хмільною, оскільки пагорби навколо нього були густо заплетені хмелем.
Лаврентій Похилевич у «Сказании о населенных местностях Киевской губернии» 1864 р. пише: "Хмельная, село на левой же гористой стороне Росси, в 2-х верствах ниже Конончи, расположено вдоль безымянного ручья, текущего из гор. Название село получило от того, что в прилежащих лесах и в садах в обилии растет хмель, в диком состоянии. Жителей обоего пола: 1460. В 1740 году в Хмельной было 50 дворов ".

## Історія життя сільських жителів
Маючи намір придбати ділянку землі під садибу поблизу с. Пекарі, Шевченко в липні 1859 їздив через Хмільну у Межиріч до Н. Парчевського, відвідав у Хмільній пасіку селянина З. Садового.
Шевченко ще за життя хотів оселитися на Чернечій горі. Він навіть розробив проект невеликого будиночка. Але не судилося …
Одним з ініціаторів поховання Шевченка в Каневі був друг поета Григорій Честахівський, хоча відомий етнограф і меценат Василь Тарновський хотів поховати тіло поета на Чернігівщині, в Качанівці, а в Києві на горі Щекавиця навіть була викопана могила. Труну спочатку привезли в Київ, в одну з церков на Подолі, а потім на пароплаві по Дніпру перевезли до Канева. У Каневі два дні труна лежала в Успенському соборі. 22 травня 1861 відбулася панахида, після якої великим возом, який тягли не воли, а люди, тіло поета відвезли на Чернечу гору. Причому прямої дороги, яка нині обіймає всього кілька кілометрів, в той час не було. Процесії довелося робити величезний гак над ярами аж через село Хмільна.
Під час російської революції 1905 року селяни Хмільни включилися в загальну боротьбу за землю. Відомі їхні звернення з відповідними вимогами до владних структур. За свою революційну активність селяни зазнали урядових переслідувань, один з керівників селянського руху, В.Садовий, був засуджений на 25 років каторги. У роки радянської влади у селі діяв колгосп «Радянська Україна», який вважався передовим і заможним. У селі працювали школа, клуб, бібліотека, фельдшерсько-акушерський пункт. На початку 60-х рр. завдяки зусиллям працівників Канівської гідролісомеліоративної станції вдалося майже зупинити зростання Великого Хмільнянського яру. У роки Великої Вітчизняної війни 99 мешканців села отримали урядові нагороди за мужність у боротьбі з ворогом.

## Сьогодення села
У роки незалежності село зазнало чимало проблем, проте вважається одним з перспективних сіл Канівщини. Найбільше значення в господарському житті Хмільни має завод фірми «Верес», продукція якого йде в тому числі на експорт в Росію, Німеччину, Канаду. Найбільше мешканців села працює на цьому підприємстві. Чимало хмілян працюють також у Михайлівському лісництві. Село газифіковане, має регулярне автобусне сполучення з Каневом та Черкасами, пошту, відділення Ощадбанку, фельдшерсько-акушерський пункт, є центром сільради. Чисельність населення, на жаль, постійно скорочується, великою є доля людей похилого віку. Іноді виникають транспортні проблеми, перш за все зимою. Але такі проблеми сьогодні дошкуляють усій Україні. Попри ці негаразди, Хмільна зберігає непогані перспективи на майбутнє.

## Школа
Школа в селі Хмільна існує понад сто років. Заснована вона як початкова церковноприходська. У перші роки радянської влади школа продовжувала існувати як початкова (три-, згодом чотирикласна), після закінчення війни стала неповною середньою. У школі училися діти з сіл Хмільна та Хутір-Хмільна. Школа відрізнялася великою наповнюваністю, у ній одночасно перебувало понад 250 учнів, розміщувалися вони в спеціалізованому приміщенні. Наприкінці 90-х рр. ХХ ст. школа переїхала в нове приміщення в центрі села (колишнє приміщення сільської ради), оскільки стара будівля виявилася вже аварійним. У результаті скорочення чисельності шкіл та учнів, на навчання в Хмільну поступили діти з сіл Хутір-Хмільна, Михайлівка, Пекарі. У 2002 році школа стала повною середньою. З того часу 8 випускників було нагороджено золотими та срібними медалями «За досягнення в навчанні». У 2006 році при школі почала працювати група дошкільної підготовки, і заклад був реформований в навчально-виховний комплекс. У такій якості він існує й зараз. Учителі та учні школи завжди мали високі показники в роботі та навчанні. Вихованці закладу — постійні учасники та переможці творчих та наукових конкурсів, предметних олімпіад, професійних конкурсів. Школа виступає також своєрідним центром культурного життя села. Щороку більше як половина випускників школи поступають на подальше навчання до вищих навчальних закладів, що можна вважати найкрасномовнішим показником якості роботи педагогів.
--Криворучко Н. В. (обговорення) 15:37, 28 квітня 2013 (UTC)

## Пам'ятки
- Канівські діапіри — геологічна пам'ятка природи місцевого значення.